# 더부신경 척수뿌리
더부신경 척수뿌리(또는 척수부분, spinal root of accessory nerve)의 섬유는 다섯째목신경 높이에 있는 척수 수질의 앞회색질기둥의 가쪽 부분에 있는 운동 신경 세포로부터 발생한다.
더부신경 척수뿌리는 척추 수질의 가쪽섬유단을 통과하여 척수 수질의 표면에 나타나며 하나의 줄기를 형성하기 위해 합쳐지며, 이 줄기는 치아인대와 척수신경 뒤뿌리 사이에서 올라간다. 이후 큰구멍을 통해 머리뼈 안으로 들어간 다음에는 미주신경과 동일한 경막의 막(sheath)에 놓여 있지만, 거미막의 접힘에 의해 미주신경과는 분리되어 있다. 그 후 목정맥구멍으로 향하여 목정맥구멍을 통과한다.
목정맥구멍에서는 더부신경 뇌부분에서 하나 또는 두 개의 신경 미세섬유를 받거나 짧은 거리 동안 결합했다가 다시 분리된다.
목정맥구멍에서 빠져나올 때 속목정맥의 앞쪽으로 주행하는 경우는 66.6%, 뒤쪽으로 주행하는 경우는 33%를 차지한다.
신경은 턱두힘살근과 붓목뿔근 뒤에서 목빗근의 위쪽으로 비스듬히 내려간다. 이후 목빗근을 관통하고 뒤목삼각을 가로지르며 비스듬히 주행하여 등세모근의 깊은 표면에서 끝난다.
목빗근을 가로지르면서 목빗근에 여러 신경 미세섬유를 내고, 둘째목신경에서 온 가지들과 합류한다.
뒤목삼각에서는 둘째, 셋째목신경과 연결되고, 등세모근 아래에서는 셋째, 넷째 목신경과 신경얼기를 형성하여 등세모근에 분포한다.

## 참고 문헌
이 문서는 현재 퍼블릭 도메인에 속하는 그레이 해부학 제20판(1918) page 913의 내용을 기초로 작성된 글이 포함되어 있습니다.